# 駱士廉
駱士廉（？—？），一名仕廉，浙江山阴人（今绍兴）。明朝政治人物、进士。
洪武二十七年（1394年），駱士廉中三甲第三十五名进士。授任崇阳知县，其居官廉洁有政绩。后晋升为太原府知府，死于任上。